# Ситиноэ, Рю
Рю Ситиноэ (яп. 七戸　龍, род. 14 октября 1988, Окинава) — японский дзюдоист, чемпион и призёр чемпионатов Японии, призёр чемпионата Азии, призёр чемпионатов мира.

## Карьера
Родился 14 октября 1988 года в префектуре Окинава. Выступает в тяжёлой весовой категории (свыше 100 кг). Многократный чемпион и призёр чемпионатов Японии: бронзовый (2015 — свыше 100 кг; 2016 и 2017 годы — абсолютная категория), серебряный призёр (2014 и 2016 годы — свыше 100 кг; 2015 год — абсолютная) и победитель чемпионатов (2012 и 2013 годы — свыше 100 кг). Бронзовый призёр Кубка Европы 2007 года среди юниоров. Бронзовый призёр чемпионата мира 2013 года в Рио-де-Жанейро в командном зачёте. Серебряный призёр чемпионатов мира 2014 года в Челябинске и 2015 года в Астане.